# Техек (озеро)
Техек (англ. Tehek  Lake) — озеро на территории Нунавут в Канаде. Расположено севернее озера Бейкер.
Одно из больших озёр Канады — площадь водной поверхности 455 км², с островами — 488 км². Высота над уровнем моря — 133 метра. Озеро сложной формы, напоминающей перевёрнутую букву Т.
Питание от малых рек и озёр, сток из озера в реку Койк, которая впадает в залив Честерфилд Гудзонова залива.